# Fenicunte (Mesenia)
Fenicunte (en griego, Φοινικοῦς) es el nombre de un antiguo puerto griego de Mesenia.
Es citado por Pausanias, que lo sitúa a continuación del cabo Acritas, que estaba a cuarenta estadios de la ciudad de Ásine, enfrente de las islas Enusas.